# Релігія в Сінгапурі
Конфесії в Сінгапурі за станом на 2010 рік (%)
Через історичні особливості та етнічну строкатість населення в Сінгапурі представлено кілька релігійних конфесій і течій, жодна з яких не є домінантною. 15-а стаття конституції Сінгапуру гарантує свободу віросповідання. Станом на 2010 рік основними конфесіями в Сінгапурі були буддизм (33,3 %), християнство (18,3 %), іслам (14,7 %), даосизм (10,9 %) та індуїзм (5,1 %), інших релігій дотримувалося близько 0,7 % населення. Нерелігійними вважали себе 17,0 % сінгапурців (у 2000 році — 14,8 %). У країні є кілька примітних культових споруд, у тому числі першої половини XIX століття, ведеться релігійне будівництво, особливо за програмою зведення нових мечетей. Попри велике етно-релігійне розмаїття, у країні практично відсутній релігійний екстремізм і ворожнеча між членами різних конфесій. Серед молоді, особливо китайської, спостерігається відхід від традиційних цінностей, у тому числі від релігійних обрядів і дотримання культу предків.

## Історія

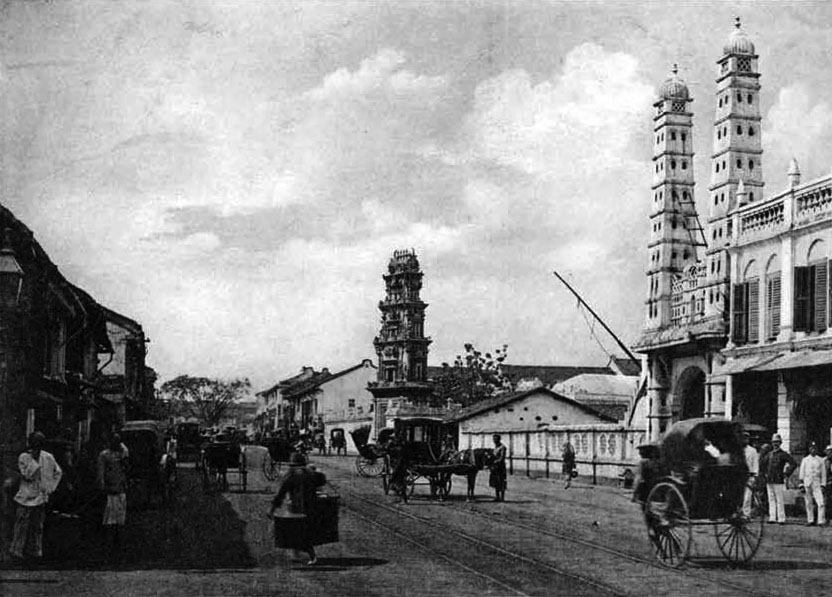
Сінгапур (1900 рік). Поруч розташовані мечеть та індуїстський храм

Аж до XIII століття острів і невелике малайське торгове поселення, що було розташоване на ньому, входили до складу буддійського царства Шривіджая. На початку XIV століття Сінгапур перетворився в найбільш жвавий торговий центр Малаккської протоки, який часто відвідували китайські, індійські та арабські купці. У другій половині XIV століття острів став ареною суперництва між Сіамом і яванською імперією Маджапахіт, і під час одного з нападів яванці винищили місцеве населення. 1390 року принц Палембангу вбив місцевого правителя і захопив острів. 1402 року війська малайського князівства Патані, що перебувало у васальній залежності від сіамців, захопили Сінгапур, змусивши принца втекти до сусідньої Малакки, де він незабаром прийняв іслам. Малакка стає столицею заснованого ним Малаккського султанату, який у другій половині XV століття встановлює контроль над Сінгапуром .
1511 року португальці захоплюють Малакку, а Сінгапур переходить у володіння Джохорського султанату — малайського князівства, що виникло після падіння Малаккського султанату. 1587 року португальці, які всюди насаджували католицизм, все ж захопили столицю султанату Джохор-Ламу, а в 1613 році знищили і його порт на острові Сінгапур. Місто приходить у запустіння, а острів стає пристановищем морських піратів. Слідом за португальцями в Південно-Східну Азію кинулися голландські, британські та французькі колонізатори, що засновували свої торгові факторії. 1795 року британці встановили контроль над Малаккою, а в 1818 році генерал-губернатор Британської Індії доручив губернатору Бенкулену Стемфорду Раффлзу підшукати новий опорний пункт в Малаккській протоці, який би допоміг британцям зміцнитися в регіоні.
У 1819 році Сінгапур, що формально входив до складу володінь султанату Ріау-Джохор, васала голландців, але фактично належав султану Джохора, захопили британці й перетворили на свою торговельну факторію (Нідерланди лише в 1824 році відмовилися від претензій на Сінгапур). На той момент на острові проживало 120 малайців і 30 китайців. Слідом за першими британськими солдатами і чиновниками в Сінгапур прибули члени Лондонського місіонерського товариства, що відкрили школу для малайських і китайських хлопчиків (1826 року тут влаштувалися англікани, в 1864 році — Плімутські брати, 1881 року — пресвітеріани, в 1885 році — методисти). У 1824 році, згідно з матеріалами першого перепису населення, тут вже мешкало 4,6 тис. малайців, 3,3 тис. китайців і 0,8 тис. індійців. Масова імміграція індійського населення розпочалася в 30-х роках XIX століття, коли в Британській Індії в результаті руйнування громади, збезземелення селян і розорення дрібних ремісників відбулося відносне аграрне перенаселення. Тисячі законтрактованих індійців (робочих-кулів), а також індійців з-поміж солдатів і дрібних чиновників, прямували в британські колонії, де розвивалися плантаційне господарство і промисловість. До середини XIX століття китайців налічувалося 28 тис. осіб (більш як половина населення), а до 1901 року — 165 тис. (майже 3/4 населення). Найбільших розмірів імміграція з Південного Китаю набула наприкінці XIX — на початку XX століття. Це було зумовлено розширенням каучукових плантацій і розвитком промисловості (особливо гумової й оловоплавильної) як в Сінгапурі, так і в сусідніх з ним районах. Також у Сінгапур переселялися невеликі групи вихідців з території нинішніх Малайзії та Індонезії.

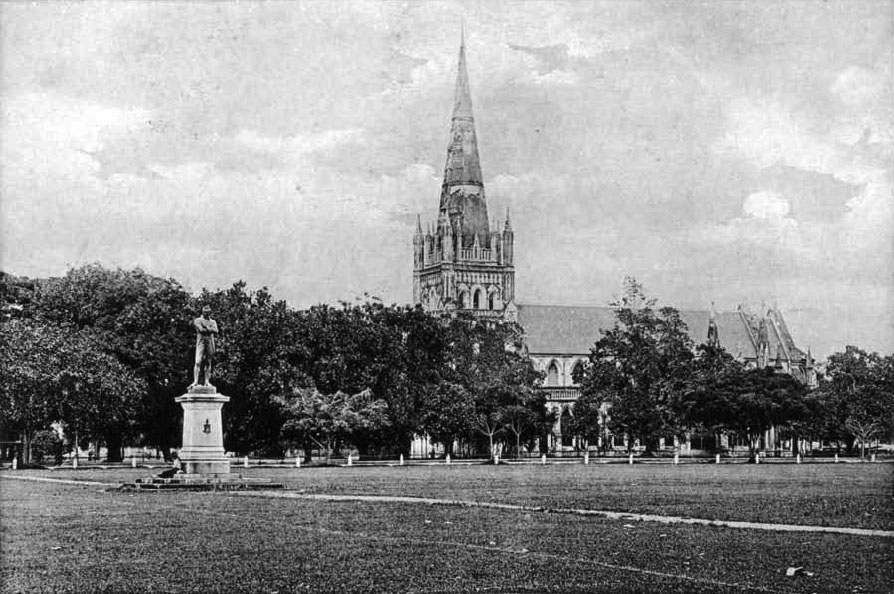
Сінгапур (1900 рік). Собор Святого Андрія і пам'ятник Стемфорду Раффлзу

На початку XX століття Сінгапур стає центром китайської політичної еміграції (тут неодноразово бували Кан Ювей і Сунь Ятсен), а також центром відродження китайської й малайської культури (чому сприяли малайські мусульманські просвітителі та релігійні реформатори, що групувалися навколо журналу «Аль-Імам», що виходив у Сінгапурі). До 1911 року населення Сінгапуру перевищило 300 тис. осіб, переважно за рахунок китайських та індійських іммігрантів (на відміну від попередніх потоків, що складалися переважно з торговців, ремісників і слуг, тепер переважали законтрактовані на плантації і заводи робітники). Починаючи з другого десятиліття XX століття щорічний приплив іммігрантів становив 150—250 тис. осіб, а в 1927 році навіть досяг 360 тис. Проте, більша частина китайців не осідали в Сінгапурі, а з часом розселялися по інших територіях Південно-Східної Азії. Від 1930 року масова імміграція в Сінгапур була заборонена (закон, що прийнятий в умовах світової економічної кризи, вперше вводив квоту на в'їзд у країну іммігрантів-чоловіків китайської національності) і подальше зростання населення відбувався переважно внаслідок природного приросту. 1953 року новий закон про імміграцію ввів жорсткі обмеження на в'їзд осіб будь-яких національностей (на практиці він не поширювався на європейців). У 1957 році частка осіб, що народилися за кордоном, становила 35,7 %.
| Конфесія                         | 1849            | 1911             | 1921             | 1931             |
| Буддизм, даосизм і конфуціанство | 27 526 (52,0 %) | 216 501 (69,4 %) | 310 163 (72,8 %) | 411 665 (72,5 %) |
| Іслам                            | 22 007 (41,6 %) | 53 595 (17,3 %)  | 69 604 (16,3 %)  | 86 827 (15,3 %)  |
| Християнство                     | 1 861 (3,5 %)   | 16 349 (5,2 %)   | 21 386 (5,0 %)   | 30 068 (5,3 %)   |
| Індуїзм                          | 1 452 (2,8 %)   | 15 580 (5,0 %)   | 19 772 (4,6 %)   | 31 128 (5,5 %)   |
| Сикхізм                          | —               | 146 (0,05 %)     | 1 022 (0,2 %)    | 2 988 (0,5 %)    |
| Юдаїзм                           | 22 (0,04 %)     | 707 (0,2 %)      | 623 (0,2 %)      | 777 (0,14 %)     |
| Інші конфесії                    | 23 (0,04 %)     | 14 (0,004 %)     | 38 (0,009 %)     | 306 (0,05 %)     |
| Відсутні дані                    | —               | 62 (0,02 %)      | 3 269 (0,8 %)    | 3 694 (0,7 %)    |
| Загалом                          | 52 891 (100 %)  | 311 987 (100 %)  | 425 877 (100 %)  | 567 453 (100 %)  |

- Джерело: Lai Ah Eng, Religious Diversity in Singapore, Institute of SEA Studies (32 стр.).

У серпні 1958 року зареєстровано партію «Ісламський рух». У 1959 році Сінгапур офіційно проголошено самоврядною державою, що перебуває під опікою Великої Британії, главою держави став малаєць Інче Юсуф бін Ісхак, а прем'єр-міністром — китаєць Лі Куан Ю. У серпні 1962 року засновано Індійський конгрес Сінгапуру. У 1963—1965 роках Сінгапур входив до складу Федерації Малайзії, в серпні 1965 року став незалежною державою. У 1965 році китайці становили 76,2 % населення Сінгапуру, малайці — 14,6 %, індійці — 7,1 %, інші — 2,1 %. Після здобуття незалежності малайська мова набула почесного статусу державної мови, а китайська, англійська і тамільська мови — статусу офіційних. Влада почала масштабну програму економічних реформ, попутно усунувши будь-яку політичну опозицію (у тому числі релігійного спрямування). У липні 1967 на кордоні введено суворий імміграційний контроль з метою припинити вільний приплив робочої сили із сусідньої Малайзії. У 1970 році частка осіб, що народилися за кордоном становила 24,6 % (46 % іммігрантів народилися в Китаї, 35 % — у Малайзії, 10 % — у Південній Азії, 5 % — в Індонезії).
  

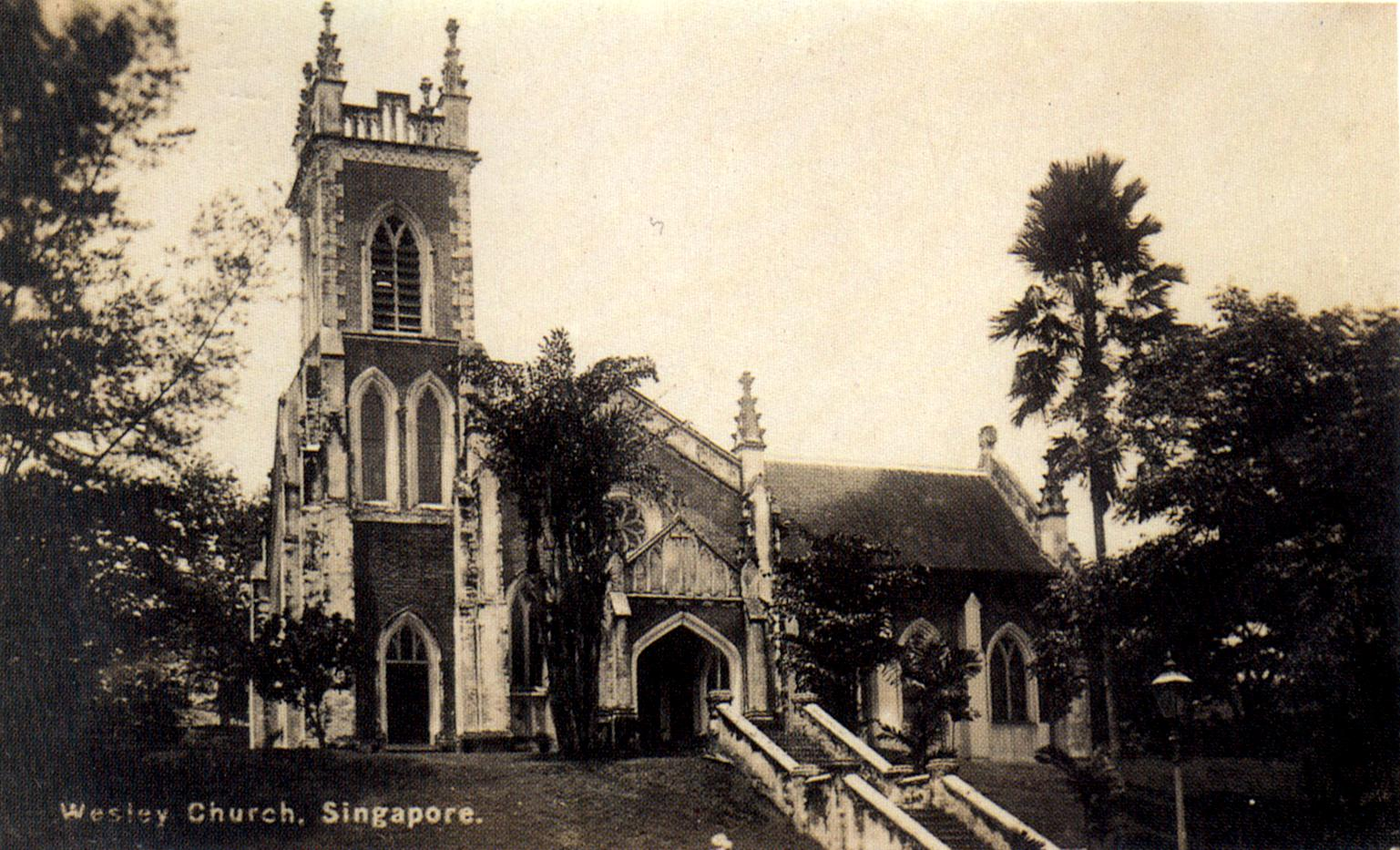
Методистська церква Веслі

Станом на 1973 рік у Сінгапурі налічувалося близько 900 тис. китайців-буддистів (40 % населення республіки, в тому числі 37 % прихильників махаяни і 3 % прихильників тхеравади), близько 700 тис. конфуціанців і даоїстів (30 % населення), до 370 тис. мусульман (17 % населення, у тому числі 16 % сунітів і 1 % шиїтів), близько 140 тис. християн (понад 6 % населення, у тому числі 3 % католиків і 3 % протестантів), близько 110 тис. індуїстів (6 % населення), 3 тис. сикхів і 1 тис. юдеїв.
Станом на 1978 рік у Сінгапурі проживало 1775 тис. китайців, 265 тис. малайців, 110 тис. тамілів (у тому числі ланкійських тамілів), 50 тис. яванців, 30 тис. індонезійських малайців, 20 тис. малаялі, 15 тис. євроазіатів, 10 тис. каннара, 10 тис. панджабців і синдхів, 10 тис. хіндустанців і біхарців, 9 тис. англійців, 7 тис. американців, 5 тис. бугів, 3 тис. арабів, 2 тис. шотландців, по 1 тис. євреїв, голландців і афганців, по кілька сотень бірманців, філіппінців, тайців, корейців, вірмен, іспанців і португальців. Станом на 1987 рік 76,1 % населення Сінгапуру становили китайці (1 988,6 тис.), 15,1 % — малайці (393,8 тис.), 6,5 % — індійці (169,1 тис.) і 2,3 % — інші (61,3 тис.).
Згідно з переписом 1980 року, 56 % жителів Сінгапуру були буддистами і даоїстами, в переважній більшості це китайці (1200000 осіб). Буддизм сповідували також 1,2 тис. індійців, понад 0,3 тис. малайців і близько 7 тис. осіб інших національностей. 16 % населення або 323,8 тис. осіб сповідували іслам, серед них переважали малайці (майже 90 % мусульман). Християни становили 10 % жителів країни (203,5 тис.), 79 % з яких — китайці, а решта — індійці, європейці та інші етнічні групи. Протестантів налічувалося 112 тис. осіб, а католиків — 91 тис. На індуїстів припадало 4 % населення (72,4 тис.), переважна більшість із них — вихідці з Індостану.
1981 року, щоб уникнути соціальних конфліктів і відповідно до нового економічного плану, влада Сінгапуру ухвалила рішення поступово відмовитися від послуг іноземних робітників (переважно низькокваліфікованих або зайнятих у тих галузях, які уряд не вважав пріоритетними). Наприкінці 1982 року уряд заборонив вербувати робітників з усіх азійських країн, окрім Малайзії та Індонезії. До кінця 1984 року за межі Сінгапуру вислано всіх іноземних робітників, окрім зайнятих у будівництві, суднобудуванні й домашньому господарстві (здебільшого тайці, філіппінці, індійці та бангладешці). Внаслідок цих заходів від 1981 до 1984 року загальна кількість іноземних робітників скоротилася зі 180 тис. до 100 тис. осіб.
| Конфесія       | 1980   | 1990   | 2000   |
| Буддизм        | 27,0 % | 31,2 % | 42,5 % |
| Іслам          | 15,7 % | 15,3 % | 14,9 % |
| Християнство   | 10,1 % | 12,7 % | 14,6 % |
| Даосизм        | 30,0 % | 22,4 % | 8,5 %  |
| Індуїзм        | 3,6 %  | 3,7 %  | 4,0 %  |
| Інші конфесії  | 0,5 %  | 0,6 %  | 0,6 %  |
| Нерелігійність | 13,0 % | 14,1 % | 14,8 % |

- Джерело: Lai Ah Eng, Religious Diversity in Singapore, Institute of SEA Studies (37 арк.).

| Етнічна група / конфесія                                          | 1980                                      | 1990                                      | 2000                                      |
| Китайці Християнство Буддизм Даосизм Інші конфесії Нерелігійність | 100,0 % 10,9 % 34,3 % 38,2 % 0,2 % 16,4 % | 100,0 % 14,3 % 39,4 % 28,4 % 0,3 % 17,7 % | 100,0 % 16,5 % 53,6 % 10,8 % 0,5 % 18,6 % |
| Малайці Іслам Інші конфесії Нерелігійність                        | 100,0 % 99,6 % 0,3 % 0,1 %                | 100,0 % 99,5 % 0,3 % 0,2 %                | 100,0 % 99,5 % 0,4 % 0,1 %                |
| Індійці Християнство Іслам Індуїзм Інші конфесії Нерелігійність   | 100,0 % 12,5 % 22,1 % 56,3 % 8,0 % 1,2 %  | 100,0 % 12,2 % 26,5 % 53,1 % 7,1 % 1,2 %  | 100,0 % 12,1 % 25,6 % 55,4 % 6,3 % 0,6 %  |

- Джерело: Lai Ah Eng, Religious Diversity in Singapore, Institute of SEA Studies (39 арк.).

| Конфесія (1990) | Китайці | Малайці | Індійці | Інші   |
| Буддизм         | 99,6 %  | —       | 0,2 %   | 0,2 %  |
| Даосизм         | 100 %   | —       | —       | —      |
| Християнство    | 88,3 %  | 0,2 %   | 6,7 %   | 4,8 %  |
| Католицизм      | 78,1 %  | 0,2 %   | 11,2 %  | 10,5 % |
| Протестантизм   | 94,4 %  | 0,2 %   | 4,0 %   | 10,5 % |
| Іслам           | 1,0 %   | 85,5 %  | 12,2 %  | 1,6 %  |
| Індуїзм         | 0,2 %   | 0,1 %   | 99,5 %  | 0,2 %  |
| Інші конфесії   | 17,2 %  | 0,1 %   | 79,4 %  | 3,3 %  |
| Нерелігійність  | 98,9 %  | 0,2 %   | 0,6 %   | 0,3 %  |

- Джерело: Lai Ah Eng, Religious Diversity in Singapore, Institute of SEA Studies (39 арк.).

## Основні етнічні групи

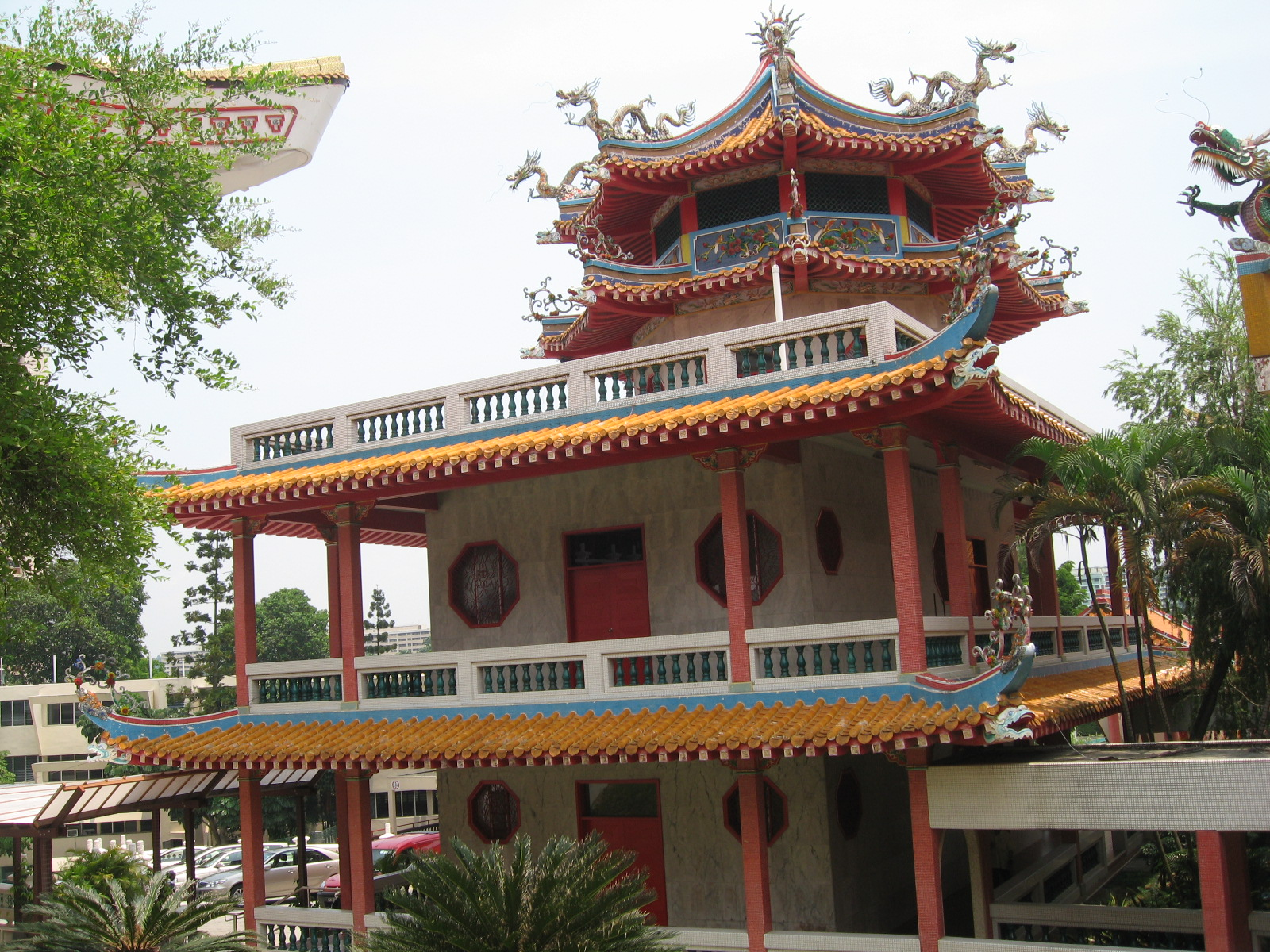
Храм Гуанміншань-пуцзює-сі

Станом на 2010 рік у Сінгапурі проживало 3771000 осіб (2000 рік — 3273000), з яких 74,1 % були китайцями (у 2000 році — 76,8 %), 13,4 % — малайцями (у 2000 році — 13,9 %), 9,2 % — індійцями (у 2000 році — 7,9 %) і 3,3 % належало до інших етнічних груп (у 2000 році — 1,4 %). Станом на 1973 рік у Сінгапурі проживало понад 1700000 китайців, більш як 370 тис. малайців, близько 155 тис. індійців, близько 40 тис. європейців і 25 тис. євразійців (група змішаного європейсько-азійського походження — європейсько-китайські, європейсько-індійські, а також меншою мірою європейсько-малайські метиси, що розмовляли переважно англійською).
Серед сінгапурських китайців 43 % сповідували буддизм гілки махаяна (у 2000 році — 53,6 %), 20,1 % — християнство (у 2000 році — 16,5 %), 14,4 % — даосизм (у 2000 році — 10,8 %), 0,4 % — іслам (у 2000 році — 0,3 %), 0,3 % — інші релігії (у 2000 році — 0,3 %), 21,8 % вважали себе нерелігійними (у 2000 році — 18,6 %). Китайська громада в переважній більшості представлена нащадками вихідців з південних провінцій Китаю і розділена на земляцтва (гунси) за місцем походження та діалекту. Понад 2/5 сінгапурських китайців становлять фуцзяньці (хокло, фучжоу, чаошань і путянь), більш як 1/5 — гуандунці (кантонці), решта — хайнаньці, гуансійці та хакка. Хакка заснували свій перший храм у Сінгапурі в 1823 році, кантонці — 1824, чаошань — 1826, фуцзяньці — 1828, хайнаньці — 1857. Етнокультурні особливості вихідців із різних провінцій Китаю довго зберігали своє значення й на новому місці, але з часом втратили свою роль. Нерідко земляцтва об'єднують людей однакових і суміжних професій. Серед сінгапурських китайців поширені шлюби всередині своїх земляцьких громад. Чималу роль продовжують відігравати кланові асоціації, поступово падає вплив колись активних таємних товариств (тріад).

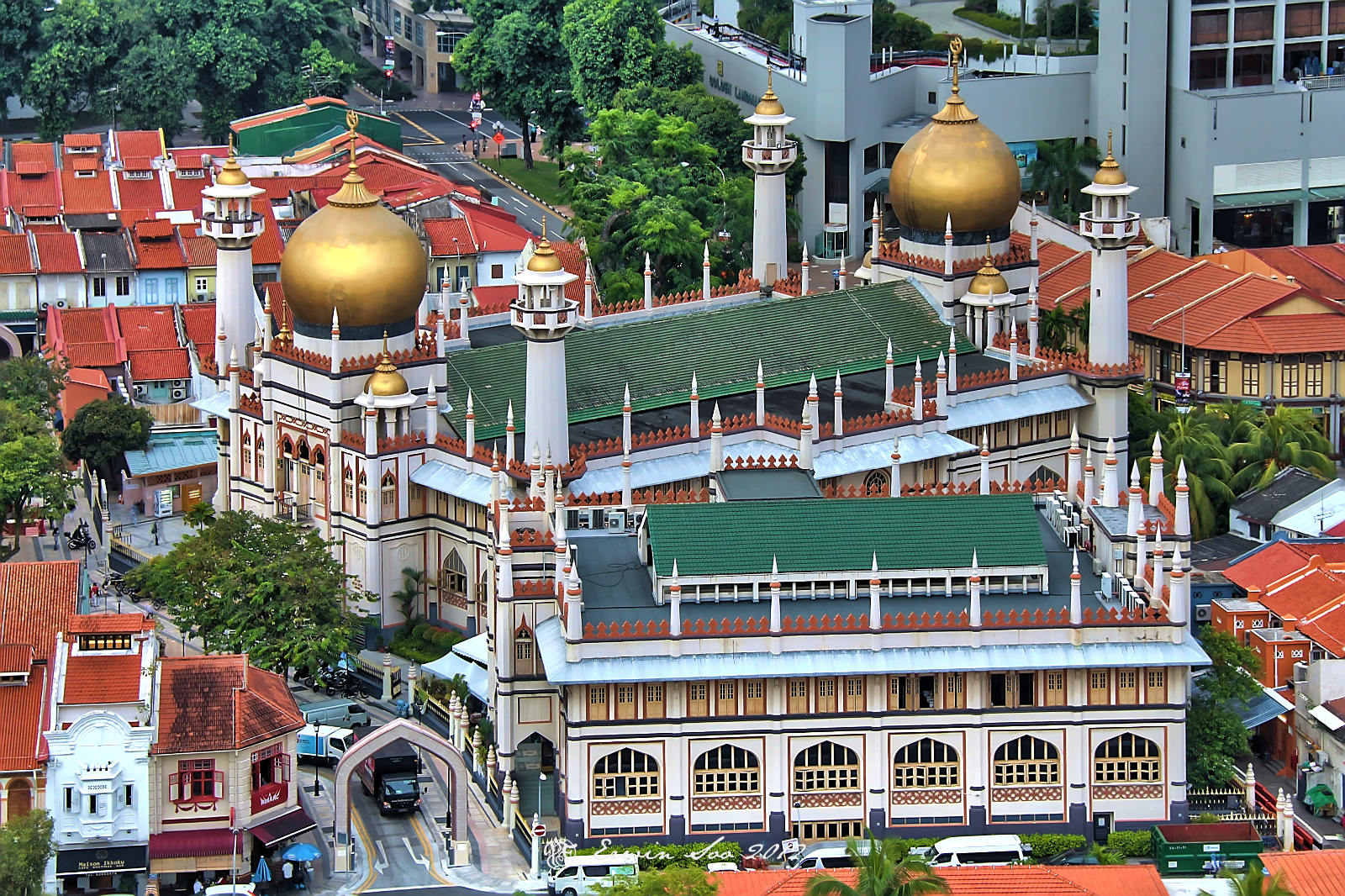
Мечеть Султана (Сінгапур)

98,7 % малайців сповідували іслам (2000 — 99,6 %), 0,7 % — християнство (2000 — 0,3 %), 0,2 % — буддизм (2000 — 0,1 %), 0,1 % — індуїзм, 0,1 % — інші релігії, 0,2 % вважали себе нерелігійними (2000 — 0,1 %). До малайців традиційно відносять і вихідців із Індонезії, які становлять 1/5 частину малайської громади Сінгапуру (головним чином яванці, а також бугіси, банджари, мінангкабау, мадурці, ачехці й сунданці). На островах і в деяких інших місцях збереглися нащадки аборигенів Сінгапуру — оранг-лаути («люди моря»), яких значною мірою асимілювали інші малайці. Головним сполучним елементом різних груп малайської громади Сінгапуру є іслам. Всі малайці вважають себе єдиною громадою, хоч і усвідомлюють відмінності у своєму походженні. Загалом малайці Сінгапуру майже не відрізняються від малайців Малайзії, володіючи однаковою мовою та культурою.

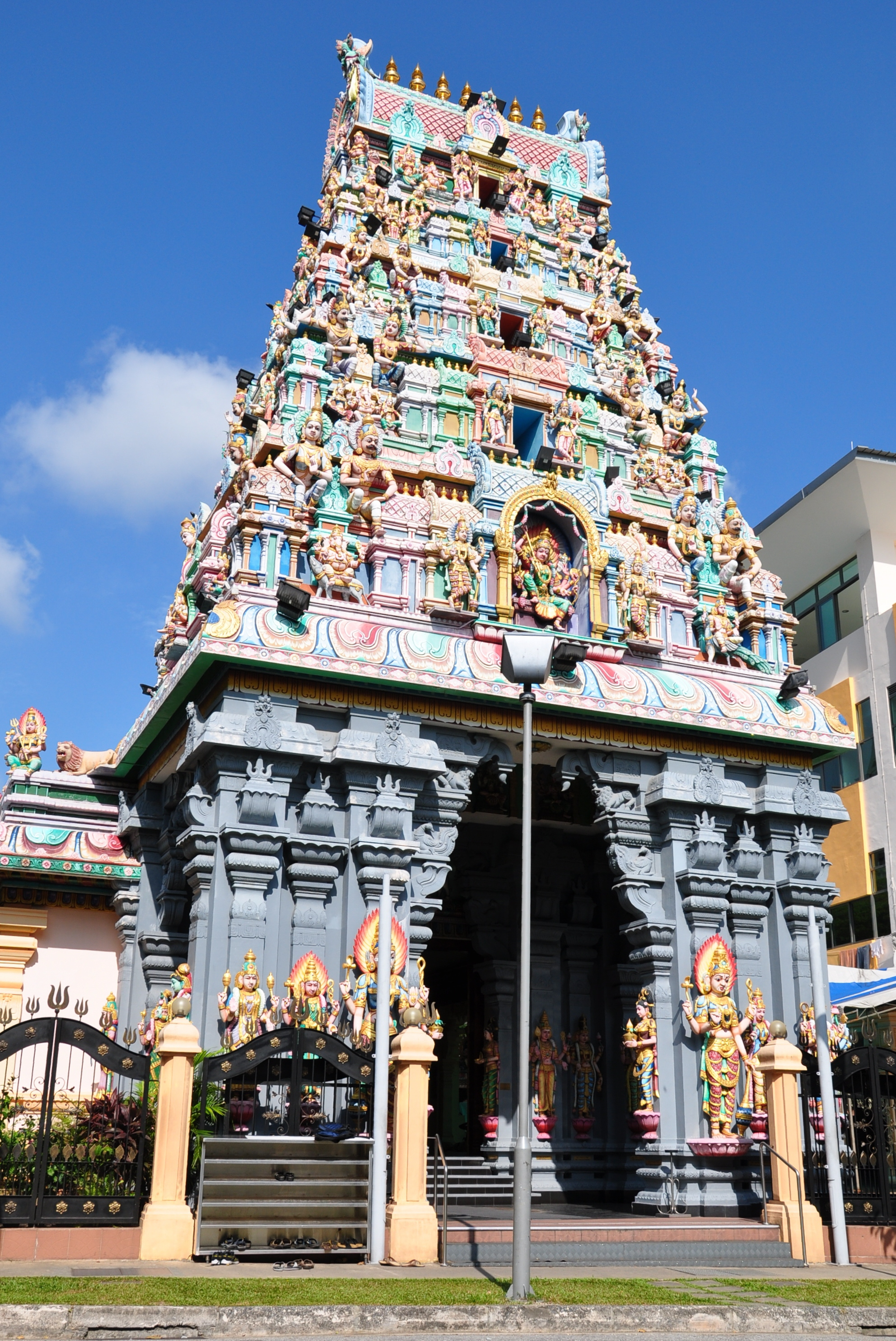
Храм Шрі Рутхра Каліамман

Серед індійців Сінгапуру 58,9 % сповідували індуїзм (2000 рік — 55,4 %), 21,7 % — іслам (2000 — 25,6 %), 12,8 % — християнство (2000 — 12, 1 %), 0,8 % — буддизм (2000 — 0,7 %), 4,6 % — інші релігії, головним чином сикхізм (2000 — 5,6 %), 1,1 % вважали себе нерелігійними (2000 — 0,6 %). Понад 3/5 індійської громади Сінгапуру становлять таміли (у тому числі ланкійські), після яких йдуть малаялі, каннара, телугу та інші дравідомовні народи. Близько 1/6 індійців є вихідцями з Північної Індії і Пакистану (головним чином пенджабці, а також синдхі, хіндустанці, бенгальці , гуджаратці та маратхі). Проживають невеликі групи сингалів зі Шрі-Ланки й непальців.
Серед інших етнічних груп 57,6 % сповідували християнство (2000 рік — 53,3 %), 20,2 % — буддизм (2000 — 13,7 %), 9,2 % — іслам (2000 — 22 ,3 %), 0,8 % — індуїзм (2000 — 1,1 %), 0,6 % — даосизм (2000 — 0,2 %), 1,1 % — інші релігії (2000 — 1,3 %), 10,6 % вважали себе нерелігійними (2000 — 8,1 %). Серед європейців переважають англійці, проживають також американці, шотландці, нідерландці, євреї, вірмени й португальці. Європейці та євразійці — переважно протестанти і католики, євреї — юдеї, вірмени — прихильники Вірменської апостольської церкви. У Сінгапурі є невеликі громади арабів, афганців, японців, бірманців, тайців і корейців. Араби є нащадками вихідців з різних країн Північної Африки і Близького Сходу, в переважній більшості вони сповідують іслам сунітського напрямку, але є невелика група ліванських християн. Афганці сповідують іслам сунітського напрямку ханафітського мазгабу.
Крім того в Сінгапурі є значна громада трудових мігрантів з Індії, Бангладешу і Китаю, які зайняті на низькооплачуваних роботах (наприклад, у будівництві, на транспорті, у сфері громадського харчування, на суднобудівних верфях, які будують нафтові платформи). Вони проживають у гуртожитках та відсилають більшу частину зароблених грошей на батьківщину. Більшість цих іммігрантів після закінчення контракту повертаються додому, але деякі осідають у Сінгапурі.
На єдиному, що працює, кладовищі Цайцоган існують окремі секції для поховання християн, китайців, індуїстів, мусульман, євреїв, парсів і бахаїстів. У приватних і муніципальних колумбаріях також існують окремі секції для різних етно-релігійних груп.

## Конфесії

### Буддизм

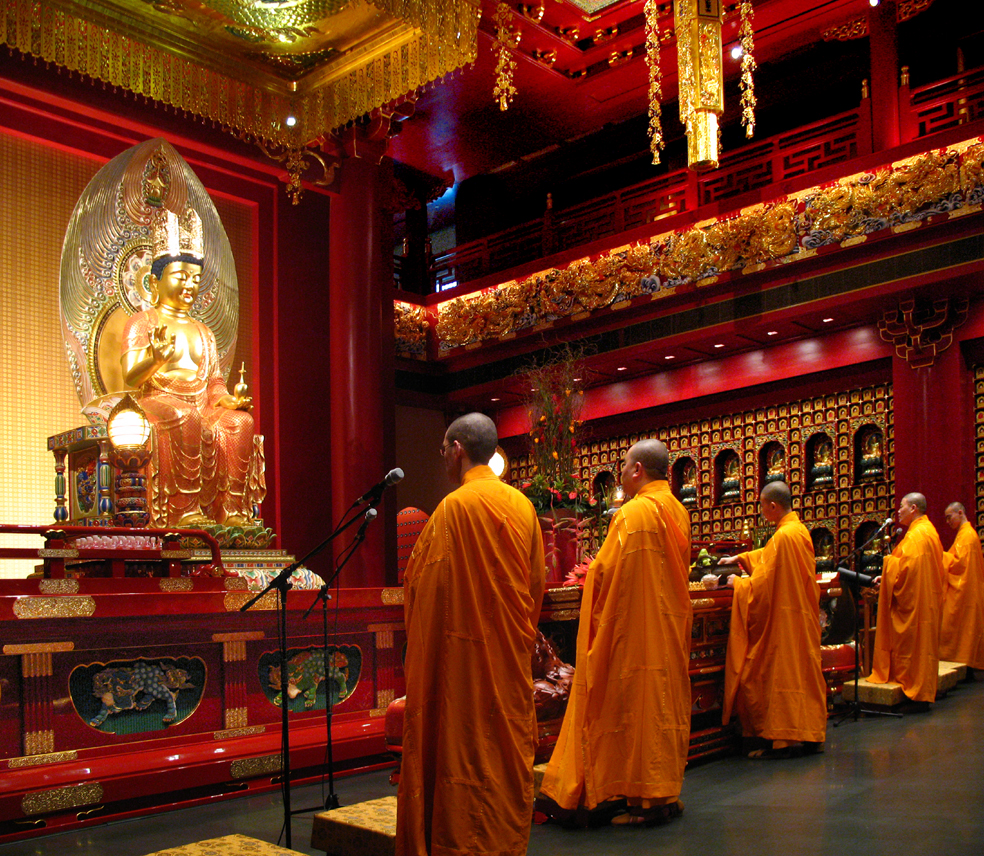
Буддійська церемонія

Станом на 2010 рік 33,3 % населення Сінгапуру сповідували буддизм (2000 рік — 42,4 %). Найбільшою за чисельністю групою послідовників буддизму гілки махаяна є китайці. Також є невеликі громади прихильників гілок тхеравада і ваджраяна — вихідці зі Шрі-Ланки, М'янми й Таїланду, в'єтнамці, японці, частина індійців, невеликі групи малайців, європейців, євроазіатів і американців. Всі буддійські громади Сінгапуру автономні, храми, що створюються переважно на етноконфесійній основі, є центрами релігійної активності для своїх парафій. У країні активні буддійські місіонери з Тайваню, Шрі-Ланки, Тибету і Японії . Махаяна в Сінгапурі представлена кількома школами, зокрема цзінтуцзун і чань, ваджраяна — школами гелуг і Ньїнгма. Активність зарубіжних місіонерів призвела до того, що більшість храмів і релігійних центрів Сінгапуру розділилося на три основні течії — китайський (традиційний), тайський і тибетський буддизм.
Буддизм відіграє велику роль у побуті та повсякденному житті китайської громади. У громадському та соціальному житті буддисти діють активніше, ніж прихильники даосизму і конфуціанства, а організації прихильників тхеравади поступаються за розмахом махаяністським. У країні є кілька великих буддійський організацій: Буддійська сангха Сінгапуру, що об'єднує всіх буддистів, Китайська буддійська асоціація, Буддійський союз, Буддійська федерація Сінгапуру, Сінгапурська буддійська ложа, Wat Ananda Youth (WAY) та інші. Серед найбільш впливових і численних буддійських об'єднань лідирують ті, у складі яких переважно китайці (прихильники махаяни). Буддійська сангха входить до складу Всесвітнього братства буддистів і володіє храмами, монастирями, школами, молодіжними центрами, різною нерухомістю, видавництвом і низкою друкованих видань (різну релігійну хроніку регулярно друкують і у світській пресі). Впродовж останніх десятиліть у Сінгапурі утворилися нові буддійські організації, особливо ті, що представляють популярну течію «гуманістичного буддизму», у тому числі тайванська Фогуаншань, тайванський Фонд Цицзи і американська Міжнародна асоціація Світло Будди. Не поступаються їм в активності й різні організації тибетського буддизму, а також прихильники «християнізованого» буддизму (Thekchen Choling, Gelugpa Buddhist Association, Tibetan Buddhist center, PannaYouth Center). У китайських школах, особливо початкових, значну увагу приділяють викладанню основ буддизму.
Координацією суто конфесійної діяльності всіх сінгапурських буддійських громад займається заснована 1978 року Сінгапурська організація Будда-яна (в її складі духовні особи, що належать до обох гілок буддизму). Вона ж займається поширенням ідей буддизму, встановленням контактів із представниками інших віросповідань, благодійністю, але не контролює окремі громади. Серед благодійних і культурно-просвітницьких установ гілки махаяна помітне місце посідають Наньянське відділення буддійської культури і Сінгапурська загальнодоступна клініка. Нові організації «гуманістичного буддизму» активно нарощують свою присутність в інтернеті, видають газети і журнали, засновують громадські центри для молоді та людей похилого віку, освітні центри і програми, медичні установи. Такий прозелітизм призвів до того, що багато фахівців почали поділяти сінгапурських буддистів на прихильників традиційного і реформістського буддизму (спочатку перших було більше, але кількість других зростала швидкими темпами). До традиціоналістів належать прихильники китайського синкретизму, тоді як реформісти виступають за очищення буддизму від різних нашарувань, забобонів, містичних ритуалів і повернення до витоків канонічної віри (особливий наголос вони роблять на перевазі буддійської ідеології над ритуалами).
У Сінгапурі існує безліч буддійських храмів і монастирів, як давніх, так і сучасних. Найстаршим буддійської-даоським храмом фуцзяньської громади є Тхіан Хок Кенг («Храм божественного блаженства»), який заснували китайські моряки в 1839 році. Один з храмів комплексу присвячений богині Мацзу, інший — богині Гуаньїнь. 1849 року в пагоді на території храму засновано першу китайську школу в Сінгапурі. Важливе значення має монастир Ляньшань-Шуанлінь, що побудований 1902 року на пожертвування фуцзяньської громади і належить до школи чань. Найстаршим храмом тхеравади є Маха Сасана Рамсі (він же Бірманський храм), який заснували бірманці в 1875 році. Крім того, до гілки тхеравада належать тайський храм Ват Ананда Метьярама, що побудований 1925 року, храм Шак'ямуні Будда Гая («Храм тисячі лампад»), що його заснував тайський ченець у 1927 році і храм Ват Палелай, що заснований 1963 року для тайської громади в період її зростання. Також існує заснований 1989 року буддійський центр Амітабха, що належить до тибетського буддизму. У сінгапурському Чайнатауні розташований великий храм-музей Зуба Будди, який офіційно розпочав роботу 2007 року.
Найбільшим монастирським комплексом Сінгапуру є Гуанміншань-пуцзюе-си, що заснований 1921 року для численних монахів, які прибули до міста й не мали даху над головою. Сьогодні до складу комплексу входять крематорій, колумбарій, бібліотека, зали для церемоній і виступів, санаторій, навчальні заклади, а також кілька храмів, пагод і павільйонів. До числа древніх і вельмишановних буддійських храмів належать Гуаньїнь-тан-фоцзу, що заснований китайцями в 1884 році і присвячений Гуаньїнь. Так само популярний серед вірян меморіальний храм Баоеньси, що заснований 1954 року і присвячений всім загиблим під час японської окупації Сінгапуру. Серед буддійських навчальних та просвітницьких закладів можна відзначити середню школу Манджусрі, яку заснувала 1982 року Буддійська федерація Сінгапуру, засновану в 1983 році буддійську бібліотеку і буддійську школу при ній, заснований у 1993 році коледж Буддизм енд Палі, афілійований з однойменним ланкійським університетом, і заснований 2005 року Сінгапурський буддійський коледж. Головним святом сінгапурських буддистів, яке внесли до списку загальнодержавних вихідних днів і широко відзначають не лише буддисти, є Весак.
Від початку британської колонізації Сінгапуру сюди хлинули переселенці з Південного Китаю, принісши з собою й свої релігійні культи. Більшість цих перших іммігрантів сповідували своєрідний синкретизм, що об'єднував поклоніння Будді, бодхісаттвам, Конфуцію і різним божествам даоського пантеону. Слідом за китайськими робітниками до Сінгапуру прибули й перші ченці, а 1828 року на острові з'явився і перший буддійський храм (спочатку монахи приділяли багато уваги ритуальній стороні буддизму і не проявляли активність у проповідуванні дгарми). Наприкінці XIX — на початку XX століття до Сінгапуру прибуло кілька авторитетних буддійських ченців (одні на шляху до Індії, інші — спеціально на запрошення китайської громади), за якими потягнулися й інші брати. 1898 року засновано найстаріший буддійський монастир Ляньшань-Шуанлінь, у 1921 році — нині найбільший монастирський комплекс Гуанміншань-пуцзюе-си. 1927 року засновано Китайську буддійську асоціацію, яка активно зайнялася освітою та соціальним забезпеченням місцевих буддистів.
В останній чверті XX століття буддизм був релігією Сінгапуру, що зростала найшвидше (27,0 % населення в 1980 році, 31,2 % — 1990, 42,5 % — 2000). До початку XXI століття вже 65 % китайських буддистів вважалися прихильниками реформаторського течії, відкинувши традиції синкретизму (цьому сприяла політика і влади, і Буддійської сангхи, і місіонерів-реформістів). Однак, у першому десятилітті XXI століття частка буддистів скоротилася, а відсоток даосів і прихильників китайського синкретизму навпаки зріс.

### Християнство

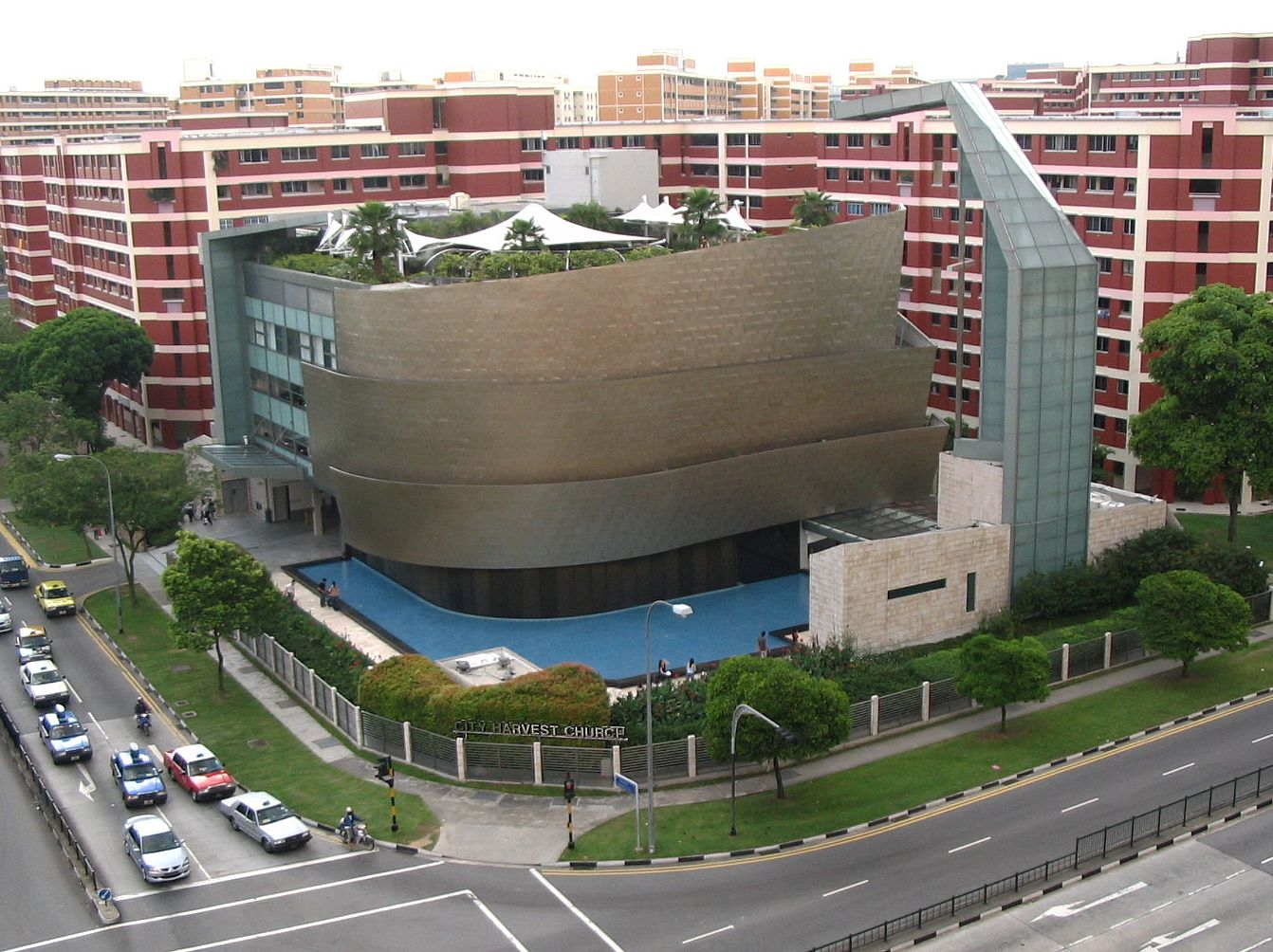
Церква Сіті-Харвест

Станом на 2010 рік християнство сповідували 18,3 % сінгапурців (у 2000 році — 14,6 %). Ця релігія почала поширюватися серед місцевого населення у першій половині XIX століття завдяки європейським місіонерам. Крім того, її носіями були вже звернені в християнство представники народів інших частин Азії (китайці та індійці), що прибували в Сінгапур. Сьогодні найбільш великими етнічними групами серед християн є китайці, англійці та індійці (християни-китайці переважно прихильники римо-католицької церкви, англійці — англіканської церкви, індійці — методистської). У країні представлені численні християнські напрямки та організації; більшість становлять послідовники західного християнства (католики і протестанти), але є і невелика група прихильників східного християнства (вірмени, православні та уніати).
Найбільшу активність серед християнських організацій проявляють молодіжні об'єднання. Від 1960-х років розгортається діяльність Товариства школярів-християн, «Молоді за Христа» і Товариства євангелічних студентів, 1976 року засновано християнське товариство по боротьбі з наркоманією. Головними святами сінгапурських християн, що входять у розряд загальнодержавних вихідних днів, є Страсна п'ятниця і Різдво Христове.

#### Католицизм
Більшість прихильників католицизму становлять китайці, решта — європейці (американці, німці, португальці, іспанці, шотландці), індійці (групи малаялі, телугу, тамілів, сингалів), філіппінці, індонезійці, корейці та японці. Є невелика франкомовна католицька громада, що перебуває під патронатом Паризького товариства закордонних місій. Вже в XVI столітті на острові влаштувалася португальська католицька місія, потім стали прибувати французькі місіонери-католики. 1841 року в Сінгапурі засновано єпископат, під керівництвом якого перебувало близько 500 місцевих католиків. Наприкінці XIX — на початку XX століття велику роль у поширенні католицизму і будівництві храмів в Сінгапурі відіграв китайський комерсант і філантроп Хіоко Чан Лоу. Римо-католицька церква має свої собори, притулки, гуманітарні фонди, освітні програми, школи і семінарію, випускає різну релігійну літературу і періодику (в католицьких навчальних закладах навчається чимало дітей з сімей, що належать до інших конфесій). Очолює місцеву католицьку громаду архієпископ з-поміж сінгапурських китайців (архієпархію Сінгапуру створено 1972 року).
Кафедральним собором сінгапурської архієпархії є собор Доброго Пастиря, який побудовано 1847 року (він же є центром китайських, корейських і філіппінських католиків). Серед інших католицьких храмів Сінгапуру помітні: церква Святих Петра і Павла, яку побудовано 1870 року, церква Лурдської Божої Матері — 1888 рік (центр тамільських і сингальских католиків), церква Різдва Пресвятої Діви Марії — 1901 рік, церква Святого Сімейства — 1902 рік (центр католиків — перанакан), церква Найсвятішого Серця Ісуса — 1910 рік, церква Святого Йосипа — 1912 рік (центр португальських євразійців або кристангів), церква Святої Терези — 1928 рік, церква Новени — 1950 рік, церква Святого Франциска Ксаверія — 1958 рік, церква Святої Трійці — 1988, церква Пресвятої Діви Марії Цариці Ангелів — 2003, каплиця Доброго Пастиря (центр франкомовних католиків).

#### Протестантство
Серед протестантських організацій першість тримає Церква провінції Південно-Східна Азії, що створена 1996 року і входить до складу Англіканського товариства (вона перебуває в повній канонічній єдності з Церквою Англії і об'єднує вірян у самостійний Англіканський діоцез Сінгапуру, яким керує місцевий єпископ-китаєць). Англіканська церква володіє низкою храмів і шкіл, у тому числі кафедральним собором Святого Андрія, що заснований 1835 року (знесений у 1855 році, перебудований у 1856—1861 роках), церквою Святого Георгія, церквою Спасителя, церквою Святого Матвія і церквою Святої Трійці. Сінгапурські методисти підпорядковані Методистській церкві Сінгапуру, яку очолює єпископ-китаєць. Вони мають близько 50 церков і кілька десятків шкіл, у тому числі церкву Телок-Айер и церковь Уэсли. Пресвітеріанство представлене невеликою громадою, що діє в Сінгапурі від 1856 року (ця церква тісно пов'язана з місіонерськими центрами Північної Америки). Пресвітеріани мають кілька храмів і шкіл (у тому числі церкву Прінсеп-стріт, що заснована 1843 року, церкву Орчард-роуд і церкву Бетель), а також випускають свій друкований орган «Сент-Ендрюс Аутлук». Баптисти об'єднані в Сінгапурську баптистську угоду (створена 1974 року), мають понад три десятки церков, у тому числі церкву Товариства віри і Міжнародну баптистську церкву. Також у країні представлені Євангелічна вільна церква, Американська лютеранська місія, Баптистські церкви Малайзії, Пресвітеріанська церква Кореї, Пресвітеріанська церква життєвої Біблії, Асамблеї Бога, Церква адвентистів сьомого дня, Біблійне товариство Малайзії, Сінгапуру і Брунею, Рух студентів-християн. Крім того, від 1864 року під керівництвом американських місіонерів у Сінгапурі діє Асамблея побратимів.
Початок діяльності протестантської громади поклали прибулі до Сінгапуру разом з першими британцями члени Лондонського місіонерського товариства і англіканські місіонери. На рубежі XIX—XX століть англіканські місії зіткнулися з конкуренцією американських місіонерів, особливо методистів. У результаті американці перемогли в цьому суперництві, і відтоді верхівка протестантської громади Сінгапуру перестала бути переважно європейською і частково євразійською. Вона стала поповнюватися тими компрадорами з числа китайців та індійців, які сподівалися з прийняттям християнства придбати додаткові пільги і вигоди в своїх контактах із Заходом. 1905 року в Сінгапурі влаштувалися адвентисти сьомого дня, 1926 — члени Асамблей Бога, 1927 — лютерани, 1935 — члени Армії порятунку, 1937 — баптисти, 1952 — біблійні пресвітеріани і члени Християнської національної євангелістської комісії, 1968 — мормони. У 70-х роках XX століття керівництво християнським рухом зіткнулося з опозицією, на чолі якої стояли радикально налаштовані студенти та молоді інтелігенти, в тому числі деякі держслужбовці, що зверталися до ранньохристиянських традицій. Вони намагалися поліпшити становище трудівників, надавали допомогу безробітним, відповідно до своїх переконань вирішували трудові конфлікти, але зрештою не досягли хоча б у чомусь істотних результатів. В останні десятиліття найбільш активно збільшують число своїх прихильників, особливо серед молоді, п'ятидесятники, баптисти і представники харизматичного руху (Церква Сіті-Харвест, Церква Нова Світобудова, Баптистська Церква Товариства віри, Церква Серце Бога, Благодатна асамблея Бога, Церква Елім, Громадська Церква Наріжного Каменю, Церква Нашого Спасителя, Незалежно-пресвітеріанська церква Віфанії і Євангельський маяк).

#### Православна церква
У Сінгапурі існує невелика громада прихильників Вірменської апостольської церкви. Переважно це нащадки вірмен, які приїхали з Ірану і Британської Індії в другій половині XIX століття (вони проживають в невеликому кварталі навколо Арменієн-стріт). Головним храмом громади є церква Святого Григорія Просвітителя, яку побудовано 1835 року (найстаріший християнський храм Сінгапуру).
Російська православна церква має в Сінгапурі прихід Успіння Пресвятої Богородиці. 2008 року утворено Сінгапурську метрополію Константинопольської православної церкви, що охоплює країни Південно-Східної та Південної Азії.
Також в країні представлені Сирійська православна церква і Українська греко-католицька церква (місцева громада підпорядкована єпископу мельбурнської єпархії Святих Петра і Павла).
У 2008 році утворено Сінгапурську метрополію Константинопольської православної церкви, що охоплює країни Південно-Східної та Південної Азії.

#### Християнська освіта
Важливе місце в місіонерській та благодійній діяльності християнських організацій займає освіта. Тут тримає першість католицька церква, якій у Сінгапурі підпорядковані десятки дитячих садків, початкових і середніх шкіл, коледжів. Католицька система освіти посідає друге місце після системи державних шкіл і охоплює близько 65 тис. учнів. Католицькі навчальні заклади перебувають під управлінням Конгрегації Святого немовляти Ісуса (діє в Сінгапурі від 1854 року), конгрегації Брати християнських шкіл (Ласалліанського братства), Марістського братства, братства Святого Габріеля, конгрегації Францисканки Місіонерки Марії і каноссіанців. Серед найпрестижніших шкіл виділяються початкові школи Богоматері Доброї Порадниці, Катонга, Келлок, Богоматері Цариці Миру, Святого Йосипа, Святого Стефана, Святого Габріеля і Тоа-Пайох, середні школи Катонга, Тоа-Пайох, Святого Йосипа, Святої Терези, Святого Миколая, Святого Антонія, Святого Габріеля, Святого Патріка, Хайсін, Святих Безневинних, SJI International High School і Catholic High School, а також Католицький коледж для підлітків.
Англіканській церкві належить освітній комплекс Святого Андрія, що охоплює коледж, початкову та середню школи, а також Anglican High School, початкова школа Святої Маргарити і середня школа Святої Маргарити, середня школа Церкви Христа, початкова школа Святої Хільди і середня школа Святої Хільди. Методистам належать освітній комплекс Англо-китайської школи (середня і початкова школи з декількома філіями), середня і початкова школи для дівчат Пайя-Лебар, Методистська школа для дівчат (середня і початкова)), середні школи Гейланг і Фейрфілд, Англо-китайський коледж для підлітків, початкові школи Гейланг і Фейрфілд. Пресвітеріанам належать початкова школа Гочжуань, початкова школа Пейхуа, середня школа Гочжуань і Presbyterian High School.
Крім того, англіканському діоцезу Сінгапуру належать дитячі садки, центри дитячого розвитку, кілька медичних установ, що об'єднані під управлінням лікарні місії Святого Андрія. Методисти контролюють клініку і гуртожиток для бездомних дітей. Лютеранська церква Сінгапуру має дитячі садки та центри, а також теологічні коледжі. Англікани, лютерани, методисти та пресвітеріани в 1948 році спільно заснували Теологічний коледж Трійці, навчання в якому проходить англійською та китайською мовами. П'ятидесятники і харизматики в 1979 році заснували коледж-семінарію Християнського центру Трійці. 1992 року в Сінгапурі відкрилася міжцерковна Теологічна школа Східної Азії.

### Іслам

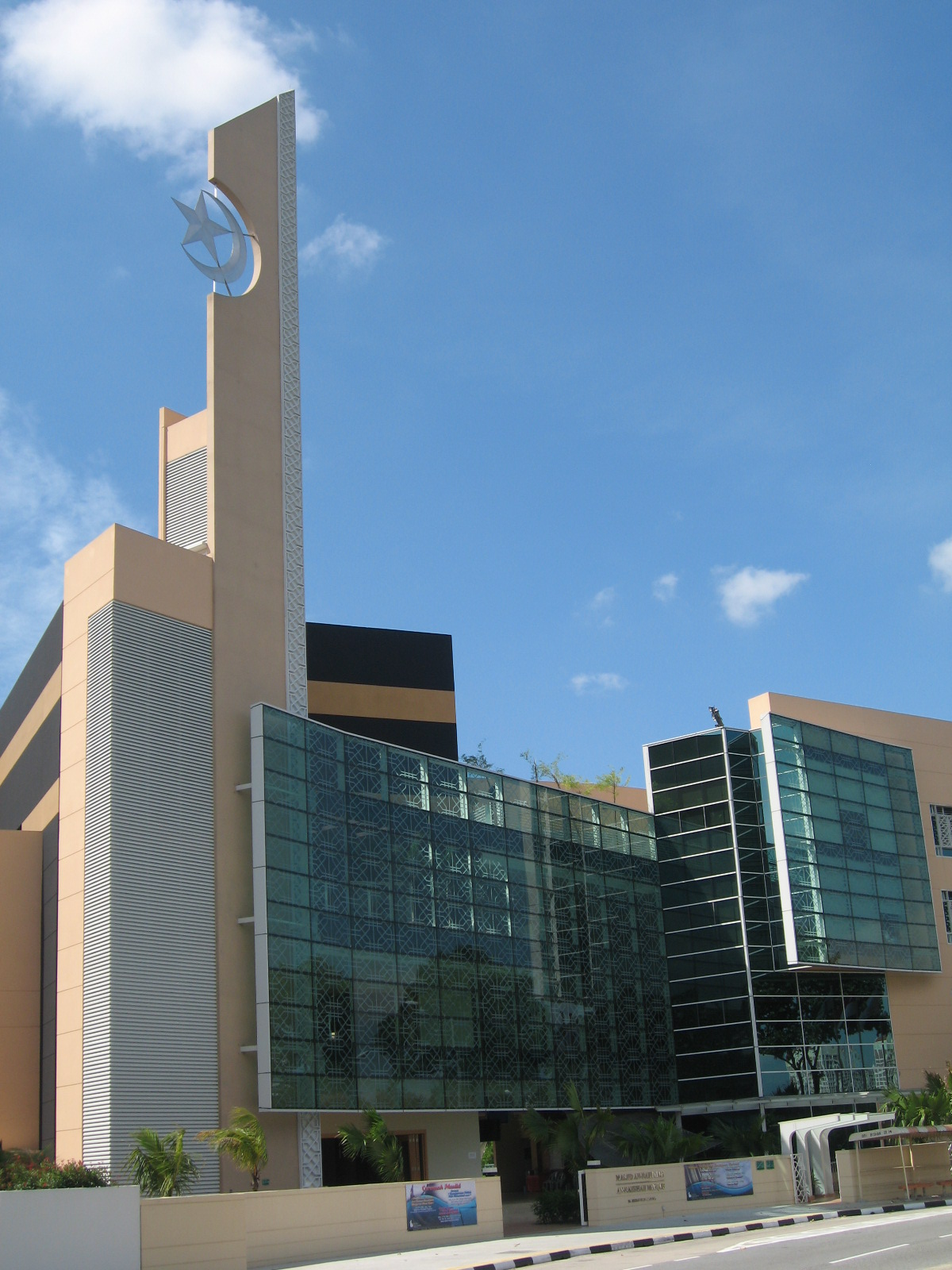
Мечеть ан-надхо

Станом на 2010 рік ісламу дотримувалося 14,7 % населення Сінгапуру (2000 рік — 14,9 %). Іслам поширився на території Сінгапуру в XIV—XV століттях, особливо за часів Малаккского султанату (хоча сліди ісламської присутності на території сучасного Сінгапуру сягають ще XI—XIII століть). Після встановлення британського панування у зв'язку з припливом китайських іммігрантів іслам поступово був відсунутий на другий план. Нині основними прихильниками ісламу є малайці, араби, частина індійців і невелика група китайців.
У Сінгапурі переважає суннізм шафійського мазгабу, який сповідує більшість малайців, частина арабів — вихідців із Хадрамаута (арабська громада шафіїтів володіє кількома власними мечетями). Сінгапурські шафіїти мають у своєму розпорядженні мечеті, ісламські центри, початкові школи та медресе, а також підтримують зв'язки з громадами і навчальними закладами Малайзії, Індонезії та Ємену.
Прихильники ханафійського мазгабу є серед вихідців з Пакистану та Індії. Також у Сінгапурі представлені ісмаїліти (переважно вихідці з Пакистану), ібадіти (вихідці з Оману) і ахмадити (частина пакистанців, індійців і невелика група малайців). Сінгапур є центром місіонерської діяльності секти ахмадіє в Південно-Східній Азії, тут розташоване видавництво «Аль-Ахмадіє Прес», що випускає релігійну літературу і періодику малайською та англійською мовами.  
Від 1958 року шлюборозлучними та іншими сімейно-шлюбними справами мусульман Сінгапуру займається шаріатський суд. Оскільки кількість розлучень була досить значною, влада при судах організувала ради, які мають проводити попередні бесіди заради примирення і запобігання розпаду сім'ї. Відповідно до низки законодавчих заходів, якщо справу розлучення розглядає шаріатський суд, то передбачений захист майнових прав розлучених жінок і їхніх дітей.
До виходу Сінгапуру зі складу Федерації Малайзії (1965 рік) на острові діяла Малайська ісламська партія, а сам Сінгапур був ключовим перевалочним пунктом для паломників, що вирушали з різних країн Південно-Східної Азії до Мекки. Нині в країні діють Ісламська партія Сінгапуру і партія «Ісламський рух» (об'єднують мусульман всіх національностей — малайців, яванців, індійців, пакистанців, арабів і афганців). Справами мусульман і лобіюванням інтересів громади займається Ісламська релігійна рада Сінгапуру (Меджліс Угума іслам Сінгапуру), створений 1968 року. Склад цієї ради частково обирається, частково призначається строком на три роки (всіх членів ради на чолі з муфтієм Сінгапуру затверджує на посаді особисто президент країни). Зі стін Ісламського релігійної ради виходять тексти фетв і хутб.
Посадовці Ісламського релігійної ради збирають з мусульман релігійні податки і пожертвування, контролюють діяльність ісламських початкових шкіл і медресе, стежать за станом мечетей, мусульманських кладовищ і вакуфів, влаштовують конкурси читців Корану, проводять консультації щодо різних питань шаріату. Також вони стежать за тим, як мусульмани виконують свої релігійні обов'язки (таке стеження має юридичну підставу у вигляді закону 1966 року, який наказує мусульманам неухильно виконувати ці обов'язки, а також указу 1968, який описує заходи покарання для порушників благочестя). Ісламська релігійна рада Сінгапуру від 1975 року контролює здійснення хаджу і від 1982 року проводить обов'язкову офіційну реєстрацію паломників (які до того ж мають вирушати до Мекки лише на літаках Singapore Airlines або Saudi Arabian Airlines).
Серед старих мечетей Сінгапуру виділяються Омар Кампонг Мелака, яку заснував 1820 року арабський купець з Палембанга, Султана Хуссейна, яку побудував у 1826 році султан Джохора, Джамай, яку побудували в 1826 році тамільські мусульмани в районі чайнатауну, Аль-Абрар, яку заснували 1827 року в Чайнатауні вихідці з Коромандельського берега, Нагоре Дурга, яку побудували в 1830 році індійські купці з коромандельського берега, Хаджа Фатіма, яку побудувала 1846 року багата малайська родина, і Абдуль Гаффур (або Індійська мечеть), яку побудували в 1907 році індійські купці в районі Мала Індія. До післявоєнних і нових мечетей належать Ахмад Ібрагім (1955 рік), Малабар, яку побудували 1962 року вихідці з Керали, Аль-Ансар (1981), Аль-Фалах і Дарул Макмур (обидві — 1987), Аль-Істікама (1999), Аль-Іман (2003), і Ан-Надха (2006).
Послідовники секти ахмадіє мають єдину в Сінгапурі мечеть — Таха, що розтащована в районі Гейланг. Найбільшими сінгапурськими медресе є Альджунід аль-Ісламія, Альсагофф аль-Арабія, Аль-Ірс'яд аль-Ісламія і Аль-Мааріф аль-Ісламія, де учнів навчають арабської мови й основ богослов'я. Головними святами сінгапурських мусульман, які входять у розряд загальнодержавних вихідних днів, є Харі Райя Пуаса (що знаменує закінчення місячного посту в місяць Рамадан) і Харі Райя Хаджі (що відзначається з нагоди закінчення хаджу до Мекки).

### Даосизм
Станом на 2010 рік даосизм сповідували 10,9 % сінгапурців (2000 рік — 8,5 %). Вплив обрядової сторони даосизму помітний і в буддистів, і в конфуціанців (особливо це проявляє себе в похоронних обрядах). Ці релігії утворюють своєрідну тріаду, в якій досить складно виділити прихильників тієї чи іншої течії в «чистому» вигляді (детальніше читайте про це в розділі «Китайський релігійний синкретизм»). Серед сінгапурських даоїстів найбільш шановані Юй-ді, Сюань Ву, Гуань Юй, Мацзу і Шанди, а також Фулушоу (бог Фортуни), буддійські Амітабха й Гуаньїнь. Популярним елементом даосизму є оздоровча гімнастика й бойове мистецтво тайцзіцюань. 1990 року засновано Даоську федерацію Сінгапуру, з якою афілійовані близько п'ятисот храмів, святилищ і організацій, 1996 року утворено Даоську місію Сінгапуру. Найстарішими даоськими храмами Сінгапуру є Юе Хай Цін, побудований у 1855 році, і Ченьшіцзунци, заснований 1876 року. Серед інших даоських храмів виділяються Хонгсуансі, який побудували в 1913 році фуцзяньці, і Аньце-сян'онг, який заснували у 20-х роках ХХ століття вихідці з Гуандуна.

### Індуїзм
Станом на 2010 рік індуїзму дотримувалося 5,1 % населення Сінгапуру (2000 рік — 4,0 %). Індуїзм переважає серед вихідців з Південної Індії (тамілів, малаялі, каннара і телугу), які становлять більшість у індійській громаді Сінгапуру. Переважна більшість індуїстів є послідовниками шиваїзму (серед тамілів широко поширений культ лінгама), решта — шактізму (особливо малаялі) і вішнуїзму. Для місцевих індуїстів характерна слабка прихильність до дотримання кастових заборон і обмежень.
Головними святами індуїстів є Дівалі («свято Вогнів»), Тайпусам («свято Спокути»), Понгал («свято врожаю»), Путанду (тамільський Новий рік) , Холі («свято весни» або «свято фарб»), Тіміті (церемонія ходіння по вогню) і святкування, присвячені головним божествам індуїстського пантеону (Брахмі, Крішні, Вішну, Шиві, Ганеші, Калі і т.д), наприклад, Махашиваратрі («велика ніч Шиви») і Наваратрі («дев'ять ночей»). Дівалі є в Сінгапурі офіційним вихідним днем. Характерною особливістю Сінгапуру є те, що багато китайців (переважно буддисти і даоси) беруть участь у індуїстських церемоніях, святах і фестивалях, а також жертвують гроші для індуїстських храмів.
Найстарішим індуїстським храмом Сінгапуру є Шрі Маріамман, що присвячений богині Маріамман, а також Рамі, Муругану, Дурзі і Ганеші. Його заснував у 1827 році багатий тамільський комерсант. Храм розташований в центрі чайнатауну. Серед інших найважливіших індуїстських храмів виділяються Шрі Вадапатхіра Каліамман, заснований у 1830 році і присвячений богині Калі, Шрі Шрініваса Перумал, заснований в 1855 році в районі Мала Індія і присвячений Вішну, Шрі Тхендайютхапані (або Четтьяр), побудований у 1859 році на кошти тамільських лихварів Четто і присвячений Шиві і Муругану, Шрі Шиван, заснований в 50-х роках XIX століття і присвячений Шиві, Шрі Вірамакаліямман, який побудували 1881 року вихідці з Бенгалії і присвячений богині Калі, Шрі Манматха Карунешварар, заснований в 1888 році на кошти тамільської громади і присвячений Шиві, Шрі Шива Дурга, заснований в 1906 році і присвячений Шиві і Дурзі, Шрі Рутхра Каліамман, побудований в 1913 році і присвячений богині Калі.
Також у Сінгапурі розташовані індуїстські храми Шрі Сенпага Вінаягар, заснований в 1923 році громадою цейлонських тамілів і присвячений Ганеші, Шрі Шива Крішна, побудований в 1962 році і присвячений Шиві і Крішни, Шрі Рамар, присвячений Рамі, Шрі Дарма Мунішваран, присвячений Шиві, Муругану, Ганеші та Нагі, Шрі Крішнан, присвячений Крішні, Шрі Лаян Сітхі Вінаягар, присвячений Ганеші. Храм Шрі Лакшмінараян є центром нечисленної громади вихідців з Північної Індії.
Індуїзм став помітною конфесією в Сінгапурі вже в другій половині 20-х років XIX століття, коли сюди прибула перша хвиля тамілів (тоді ж вони побудували в Сінгапурі індуїстський храм Шрі Маріамман, але перша святиня, що не дійшла до наших днів, з'явилася в Сінгапурі в 1819 році завдяки індусу з Пінанга). Згодом храмове будівництво, що постійно зростало, фінансували переважно індійські й цейлонські купці та лихварі, які розбагатіли завдяки тісним зв'язкам з британською адміністрацією. З часом з'явилися деякі відмінності між канонічними індуїстськими приписами і тим, як обряди здійснюються в змішаній індуїстській громаді Сінгапуру (наприклад, тут ніколи не було суворих обмежень на відвідування храмів членами окремих низьких каст, не практикувалися виступи храмових танцівниць девадасі)).
Окремі храмові приходи в Сінгапурі фактично автономні. Справами всієї індуїстської громади займається створене в 1917 році спеціальне управління. Воно складається з голови, 10 членів та секретаря. 1968 року при цьому управлінні засновано відділ (The Hindu Endowments Board), який контролює діяльність храмів і всю храмову власність, а також керує індуїстскими дитячими садами і благодійним ашрамом, організовує головні індуїстські свята. Реформа індуїстського права йшла в Сінгапурі повільніше, ніж в Індії. Наприклад, якщо закон про заборону полігамії поширився на індуїстів Індії у 1955 році, то на сінгапурських — у 1967 році. Серед чинних у Сінгапурі індуїстських об'єднань і організацій найбільш активні і впливові Місія Рамакрішни, Арья-самадж, Нараяна-гурукула, Сінгапурська Хінду Сабха, Асоціація південноіндійських брахманів і північноіндійсьау індуїстська асоціація. Також у Сінгапурі представлена неоіндуїстська організація «Шрі Сатья Саї».

### Сикхізм

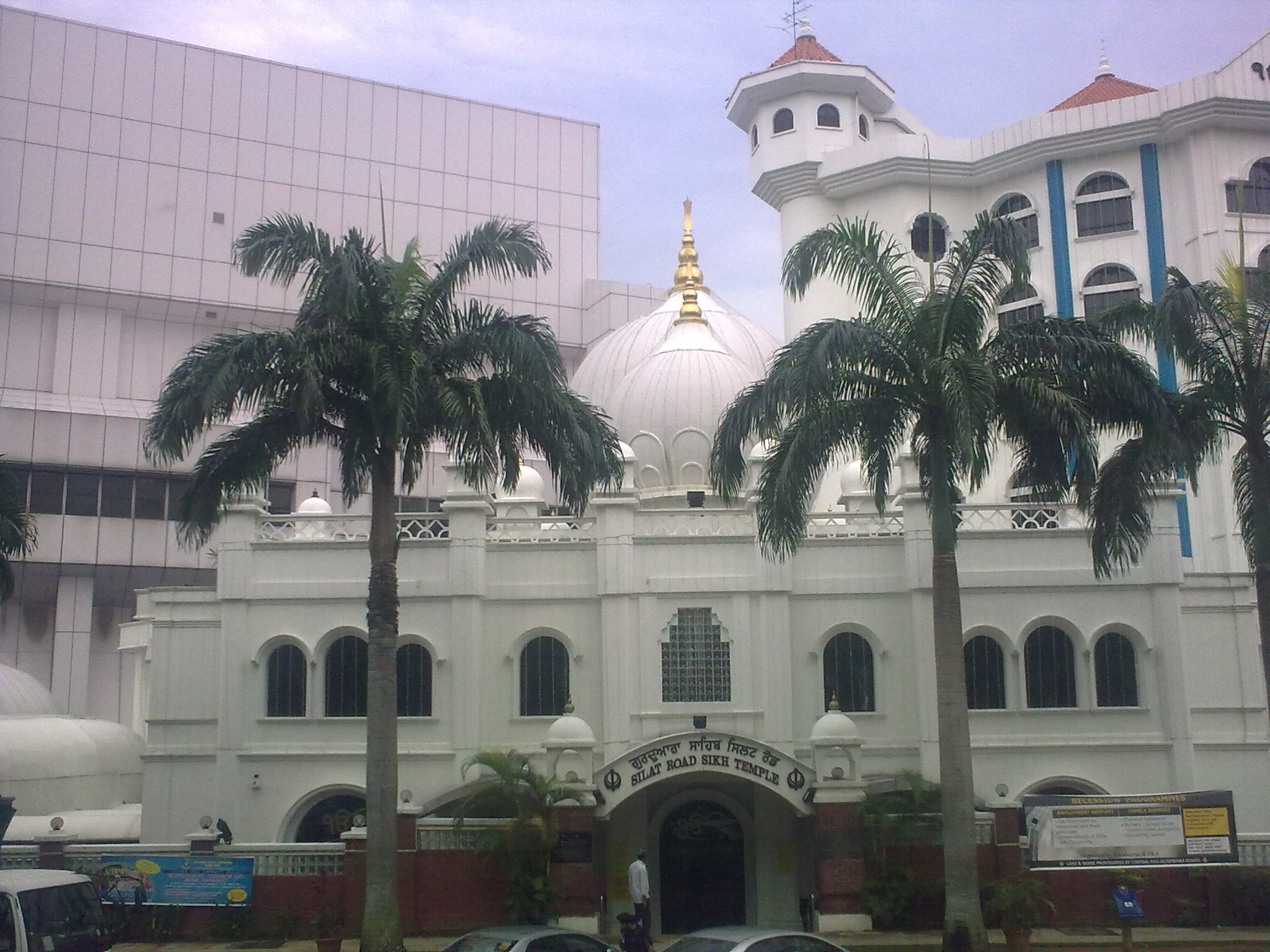
Сикхський храм на Сілат-роуд

Прихильниками сикхізму є переважно панджабці, багато з яких за традицією служать в армії і поліції. Станом на 2010 рік в Сінгапурі налічувалося 9,5 тис. сикхів (за іншими даними — до 15 тис.). Центральний сикхський храм (або Вадда Гурдвара), заснований 1912 року, розташований на перехресті вулиць Сангей Серангун-роуд і Таунер-роуд. Крім того, сикхській громаді належать храм (центр) на сілат-роуд, що заснований у 2000 році і має в своєму складі бібліотеку і академію, а також гурдвара Кхалса Дхармака Сабха, гурдвара Сахіб Ішунь і ще кілька храмів. Діяльність сикхських храмів та інші справи громади контролює Центральне сикхське храмове управління, засноване 1981 року.

### Юдаїзм
Юдаїзм сповідує невелика єврейська громада (згідно з різними джерелами — від 300 до 1 тис. осіб), яка відокремлено проживає в окремому кварталі. Переважно це вихідці з Західної Європи (ашкеназі), що дотримуються реформістського юдаїзму. У Сінгапурі розташовані синагога Маген Авот, заснована в 1878 році, синагога Хесед-Ель, побудована 1905 року, культурно-релігійний центр Якоба Балласи, недільна єврейська школа і навіть кошерний ресторан. Зв'язками з громадськістю відає Єврейська рада з питань добробуту, яку обирають щорічно.
Перші єврейські купці з'явилися в Сінгапурі у 20-х роках XIX століття (за походженням це були багдадські євреї, що пізніше перебралися до Британської Індії). 1840 року тут влаштувалися члени впливової сефардської родини Сасун, після чого єврейська громада Сінгапуру стала рости швидкими темпами (тоді ж у місті з'явилася перша синагога, що розташовувалася на Синагога-стріт). На острів мігрували сефарди з Іраку і Персії, а також ашкеназі зі Східної Європи (станом на 1879 рік у Сінгапурі налічувалося більш як 170 євреїв, 1905 рік — близько 500, 1911 рік — близько 600, в 1931 рік — понад 830, 1939 рік — близько 1 тис.). Вони займалися посередницькою торгівлею між Китаєм, Індією та Європою (особливо опіумом і чаєм), фінансовими операціями та операціями з нерухомістю. Після Другої світової війни багато євреїв виїхали до Австралії, Британії, США та Ізраїлю. У 1955 році першим прем'єр-міністром Сінгапуру, який отримав часткову незалежність, став колишній глава місцевої єврейської громади Девід Маршалл.

### Джайнізм
Джайнізм представлений у Сінгапурі двома головними течіями — шветамбари і дігамбари. Джайнська громада налічує близько 1 тис. осіб (на 1995 рік — близько 0,7 тис.), вона не має свого храму, але має общинний центр з молитовним залом і бібліотекою. Перші джайни прибули в Сінгапур на початку XX століття, 1972 роу влада офіційно зареєструвала громаду, нині більшість послідовників джайнізму становлять гуджаратці, решта — панджабці і таміли.

### Бехаїзм
Перші прихильники Бахаї, які прибули з Бомбея, оселилися в Сінгапурі в середині XX століття. 1952 року обрали першу місцеву раду громади, у 1957 році у бахаїстів з'явилося своє кладовище, 1972 року засновано Духовну асамблею Бахаї Сінгапуру, що об'єднала п'ять регіональних громад.

### Зороастризм
У Сінгапурі є невелика громада парсів, яка представлена вихідцями з Індії та Пакистану. Після Другої світової війни торговці-парси з Китаю побудували в Сінгапурі будівлю для проведення релігійних обрядів, у 1954 році організовано Асоціацію парсів Сінгапуру. Серед парсів було багато заможних банкірів, комерсантів, видавців, юристів і лікарів, які жертвували гроші на благодійність (особливо на медицину і освіту). Сьогодні громада парсів налічує понад 200 осіб, вони мають свій общинний центр і кладовище.

## Китайський релігійний синкретизм
Значна частина китайського населення дотримується релігійного синкретизму, що поєднує буддизм, даосизм і конфуціанство, а також різні елементи культу предків і древнього анімізму, об'єднані в так звану китайську народну релігію (також відому як шенізм або шеньцзяо). Підрахувати точну кількість послідовників цих релігій і течій неможливо, оскільки багато китайських буддистів у повсякденному житті дотримуються положень конфуціанства і даосизму (згідно з різними оцінками, на початку 70-х років ХХ століття конфуціанства дотримувалося близько третини китайців Сінгапуру, а даосизму — десята частина китайської громади). Типовими прикладами такого синкретизму є знаменитий храм Тянь-Хок-Кенг, храм Фуктакчхі, який заснували в 1824 році іммігранти хакка і гуандунці (1998 року відновлено й перетворено на музей історії ранніх китайських переселенців), храм Доумугун, який побудували 1921 року вихідці з Гуандуна, і храм Цзиньлун-си, який заснували китайські комерсанти в 1941 році. Майже в кожному китайському будинку або квартирі є вівтар, навколо якого відбуваються різні богослужіння, що пов'язані з численними сімейними урочистостями. Зазвичай роль служителя культу виконує старший чоловік сім'ї, але в більш урочистих або важливих випадках китайці вирушають до общинного храму.
Крім того, навіть китайці-християни схильні до своєрідного релігійного синкретизму. Офіційно вважаючи себе католиками чи протестантами, багато з них у себе вдома мають атрибути інших релігій: поруч з розп'яттям тримають вівтар предків, фігурки Будди чи священні сувої, а також беруть участь у святкуванні Цінміну і Чуньцзе. Серед невеликої частини китайців, переважно вихідців з Малакки, поширений культ Датук Керамат (Датук Гонг, Натук-конг або Наду-гонг), що поєднує в собі елементи доісламського культу духів, суфізму і традиційних китайських вірувань.
Також серед китайців сильні містичні обряди, які виконують цзітун (спіритисти й своєрідні посередники між світами людей і духів). Вони ж виконують і релігійно-обрядові функції під час свят та урочистостей, ворожать, виконують ритуальні танці (тяошень), здійснюють магічні ритуали, виготовляють різні талісмани, амулети і обереги (наприклад, дітям часто одягають срібні ланцюжки — «захист» від смерті і підступів «нечистої сили»). Китайці старшого покоління нерідко звертаються до послуг всіляких віщунів, чаклунів, знахарів, провісників, медіумів, екзорцистів і астрологів.

## Нерелігійність
Нерелігійні сінгапурці наявні у всіх етнічних, релігійних та соціальних групах населення країни. Від 2004 року неофіційні групи атеїстів стали об'єднуватися в соціальних мережах і проводити свої збори, що ставали все більш популярними. Згідно з переписом 2010 року нерелігійними вважали себе 17,0 % сінгапурців (2000 — 14,8 %, 1980 — 13 %), при цьому багато хто з них зберігає прихильність до деяких обрядів і ритуалів (наприклад, шанують традиції культу предків). 2010 року в Сінгапурі зареєстровано Товариство гуманізму, що входить до складу Міжнародного гуманістичного і етичного союзу. Спільнота об'єднала у своїх лавах місцевих гуманістів, атеїстів, скептиків, вільнодумців, дарвіністів і агностиків.

## Толерантність і релігійна політика влади

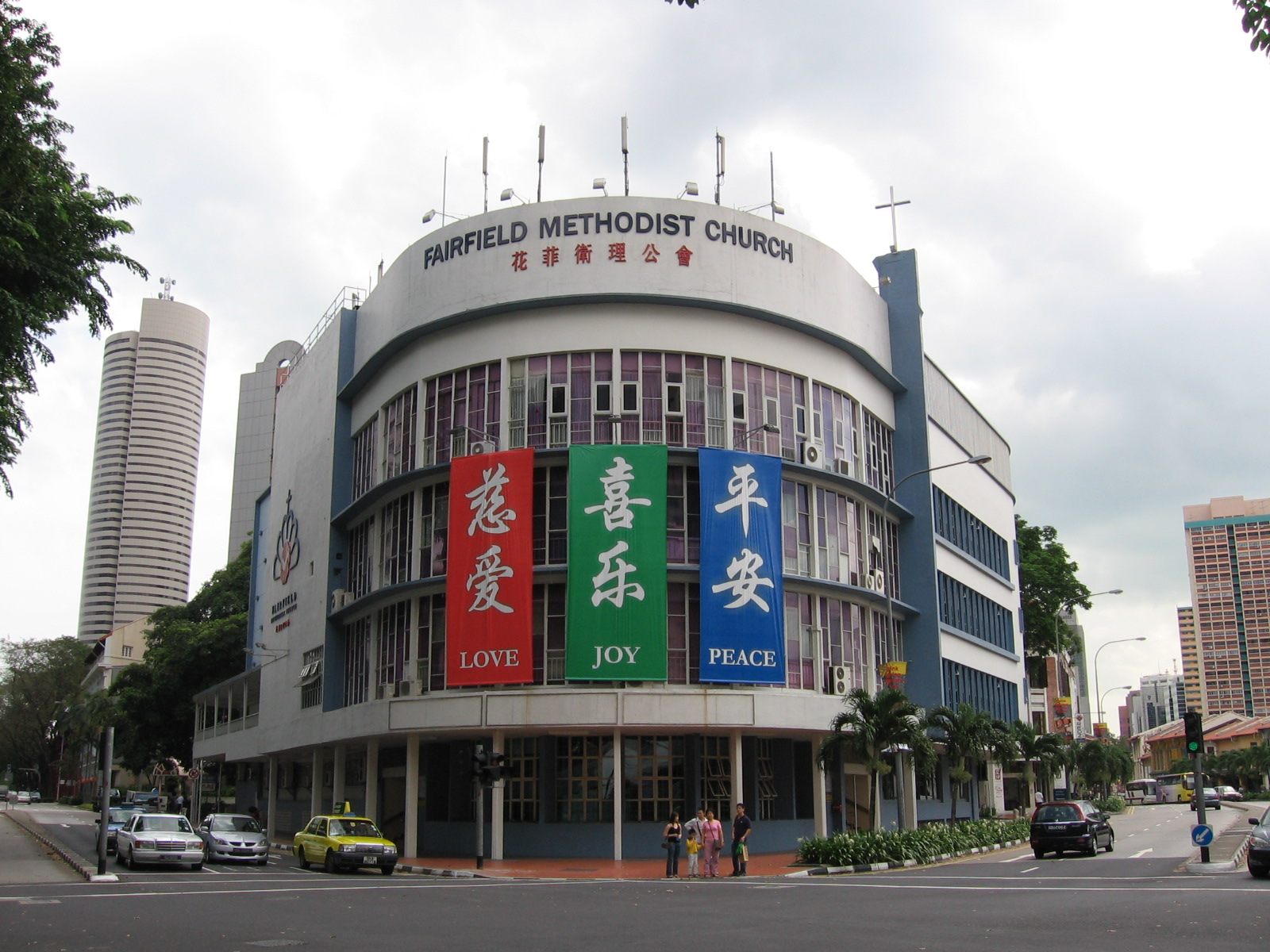
Методистська церква Фейрфілд

Сінгапур є світською державою і відповідно до його конституції, прийнятої в 1965 році, всім громадянам республіки гарантована свобода віросповідання. Координацією діяльності численних релігійних об'єднань країни займається Міжрелігійна організація Сінгапуру, утворена в 1949 році. Її очолює рада, яку обирають щорічно представники семи найбільших конфесій (буддисти, християни, мусульмани, індуїсти, сикхі, юдеї та зороастрійці) пропорційно до числа вірян. Також з метою міжконфесійних контактів у другій половині 60-х років XX століття уряд заснував Інститут з вивчення релігії та суспільства. Деякі релігійні свята в Сінгапурі є офіційними і включені в розряд вихідних днів.
Від колоніального періоду Сінгапур успадкував офіційне визнання особливих, у тому числі релігійних прав малайської громади як споконвічних мешканців острова, а також систему державного нагляду над мусульманами й індуїстами. Попри декларовану свободу віросповідання, крім особливого контролю за мусульманами в країні фактично заборонені Свідки Єгови (від 1972 року) і Церква Об'єднання (від 1982 року), яких влада виключила з офіційного реєстру конфесій. При цьому уряд фактично лобіює інтереси малайців-мусульман у сфері політики, освіти, релігії, культури та мови. Влада прагне відокремити рішення національних проблем від суто конфесійних питань. Таке розмежування вона мотивує наміром запобігти загрозі коммуналізму, який криється в тому, що етнічне розмаїття населення поєднується з переважанням в окремих релігійних групах тих чи інших етносів.
1977 року в уряді Сінгапуру ввели посаду міністра у справах мусульман. На початку 80-х років XX століття в Сінгапурі спостерігалася деяка активізація радикально налаштованих представників малайської молоді, які прагнули відновити традиції раннього ісламу і вимагали поліпшення становища малайської громади. Влада звинуватила їх в симпатіях до іранської ісламської революції, у зв'язках з індонезійськими ісламістами, що виступали проти режиму Сухарто, і в розкиданні антиурядових листівок на вулицях Сінгапуру, після чого обрушила репресії на мусульманських радикалів. Арешти і гоніння незабаром призвели до припинення будь-яких несанкціонованих владою виступів.

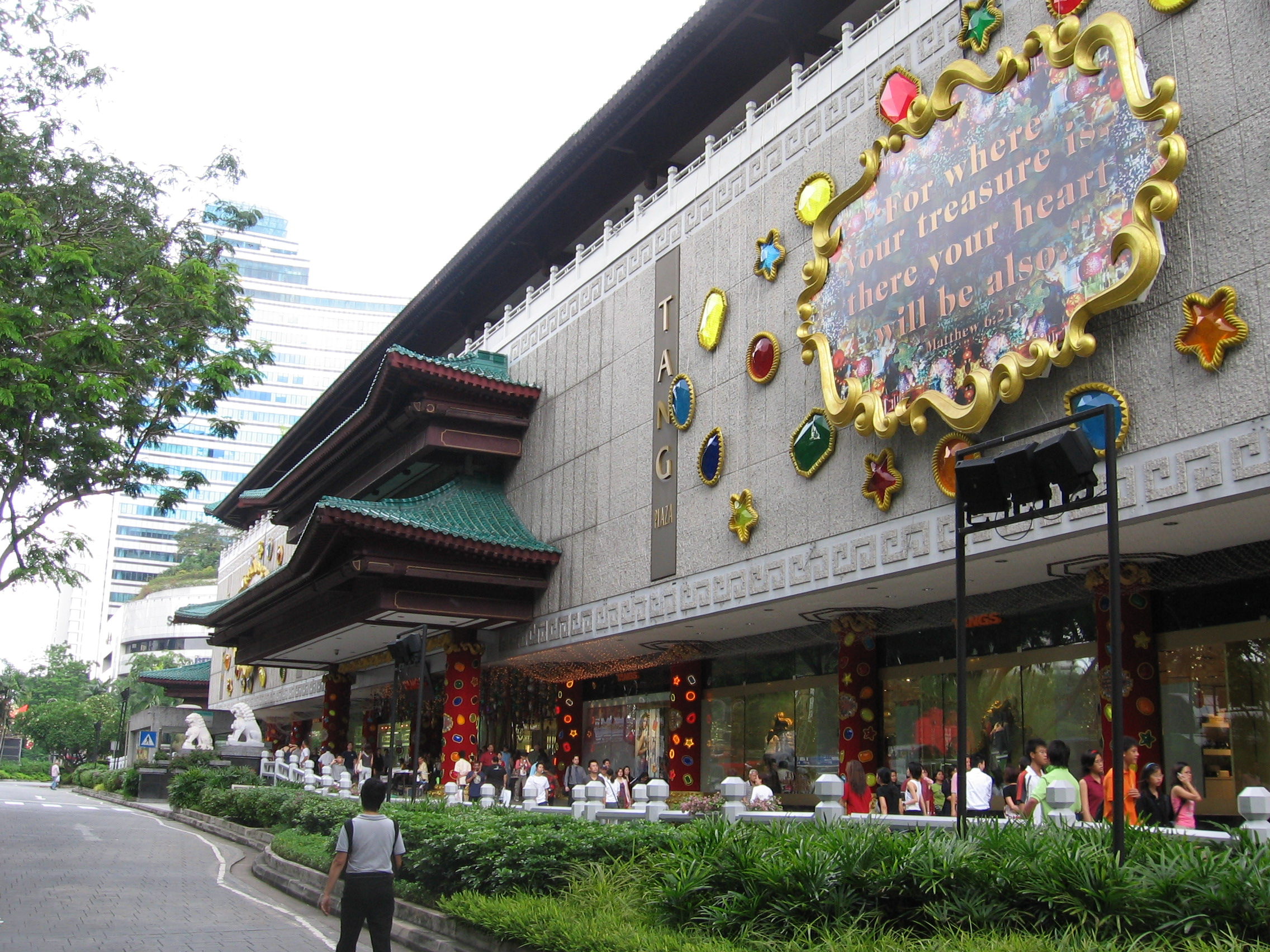
Різдвяна прикраса в Сінгапурі

Від 1981 року функціонує спеціальна служба, що відповідає перед владою за планування та організацію ісламських релігійних урочистостей і богословських дискусій, за видання і розповсюдження теологічної літератури в мусульманському середовищі. Від 1984 року в рамках урядового курсу «морального виховання молоді» у випускних класах середніх шкіл з'явилося обов'язкове вивчення основ християнства, ісламу, індуїзму, буддизму і конфуціанської етики. Вибір предмета визначається релігійною приналежністю чи бажанням учня.
У сучасному Сінгапурі досить рідкісні заворушення і зіткнення на етно-релігійному ґрунті. У грудні 1950 року відбулися мусульмансько-християнські заворушення, які спровокувала справа Марії Хертог. Під час перебування Сінгапуру у складі Федерації Малайзії федеральна влада намагалися забезпечити малайцям політичне панування в противагу економічному домінуванню китайців, що викликало напругу у відносинах між цими двома найбільшими громадами міста. У липні 1964 почалися криваві китайсько-малайські зіткнення, а у вересні того ж року у зв'язку з новим спалахом насильства в Сінгапурі навіть було введено надзвичайний стан. 1969 року в країні знову відбулися великі зіткнення між китайцями і малайцями, після чого влада ввела суворе покарання за такі дії. Після терактів 11 вересня спецслужби Сінгапуру посилили контроль за мусульманською громадою і в грудні 2011 року провели арешти членів радикальної ісламістської організації Джемаа Ісламія. У грудні 2013 року масові заворушення трапилися в районі Мала Індія (в них брали участь вихідці з Південної Азії, здебільшого чорнороби).